# Kreuz Oberpfälzer Wald
Kreuz Oberpfälzer Wald is een knooppunt in de Duitse deelstaat Beieren.
Op dit klaverbladknooppunt, gelegen in het gelijknamige bosgebied in de regio Oberpfalz, kruist de A93 Dreieck Hochfranken-Dreieck Holledau de A6 Saarbrücken-Waidhaus.

## Geografie
Het knooppunt ligt zowel in de gemeente Wernberg-Köblitz, als in de stad Pfreimd.
Het knooppunt ligt ongeveer 70 km ten zuiden van Hof ongeveer 90 km ten westen van de Tsjechische stad Pilsen, ongeveer 80 km ten oosten van Neurenberg en ongeveer 55 km ten noorden van Regensburg. Het knooppunt ligt aan de oever van de rivier de Naab, die door beide snelwegen gekruist wordt.
Het knooppunt ligt ook midden in het natuurgebied Oberpfälzer Wald.

## Configuratie
Rijstrook
Nabij het knooppunt hebben beide snelwegen 2x2 rijstroken.
Alle verbindingswegen hebben één rijstrook.
Knooppunt
Het knooppunt is een klaverbladknooppunt met rangeerbanen langs beide snelwegen.

## Verkeersintensiteiten
Dagelijks passeren ongeveer 45.000 voertuigen het knooppunt waardoor het tot een van de minst gebruikte knooppunten van Duitsland behoort.
| Van                        | Naar                  | Gemiddeld aantal voertuigen per dag | Percentage vrachtverkeer |
| -------------------------- | --------------------- | ----------------------------------- | ------------------------ |
| AS Nabburg-West (A 6)      | AK Oberpfälzer Wald   | 13.600                              | 34,0 %                   |
| AK Oberpfälzer Wald        | AS Wernberg-Ost (A 6) | 14.500                              | 32,5 %                   |
| AS Wernberg-Köblitz (A 93) | AK Oberpfälzer Wald   | 32.400                              | 14,8 %                   |
| AK Oberpfälzer Wald        | AS Pfreimd (A 93)     | 32.300                              | 14,3 %                   |

## Richtingen knooppunt
| Aansluitende wegen                      | Aansluitende wegen | Aansluitende wegen | Aansluitende wegen | Aansluitende wegen                                       |
| --------------------------------------- | ------------------ | ------------------ | ------------------ | -------------------------------------------------------- |
| richting Weiden / Hof Dresden / Berlijn |                    |                    |                    | richting Vohenstrauß / Waidhaus Pilsen (CZ) / Praag (CZ) |
|                                         |                    |                    |                    |                                                          |
|                                         |                    |                    |                    |                                                          |
|                                         |                    |                    |                    |                                                          |
| richting Amberg / Neurenberg            |                    |                    |                    | richting Regensburg / München                            |